# Margrit Winter
Margrit Winter (* 13. November 1917 in Luzern; † 18. Juni 2001 in Stäfa) war eine Schweizer Schauspielerin.

## Werdegang
Sie begann ihre schauspielerische Laufbahn als Mitglied der Amateurgruppe Die Luzerner Spielleute. Erste Bühnenauftritte hatte sie während des Zweiten Weltkrieges in Biel und Solothurn, später in Basel, Bern und in ihrer Heimatstadt Luzern.
Winter verkörperte unter anderem Lady Macbeth in Macbeth sowie die Titelfiguren in Mutter Courage und Rose Bernd. 1941 gab sie in einer werkgetreuen, beim Publikum allerdings wenig erfolgreichen Verfilmung der Novelle Romeo und Julia auf dem Dorfe von Gottfried Keller als Hauptdarstellerin Vreneli Marti ihr Filmdebüt. Ihr damaliger Filmpartner Erwin Kohlund (1915–1992) wurde ihr Ehemann.
Später wirkte sie unter anderem in dem Kriminalfilm Es geschah am hellichten Tag an der Seite von Heinz Rühmann und Gert Fröbe mit. In der zweiteiligen Romanverfilmung Anne Bäbi Jowäger nach Jeremias Gotthelf übernahm sie die Titelrolle. Seither beschränkte sie sich weitgehend auf ihre Arbeit beim Theater.
1957 wurde sie als erste Trägerin mit dem Hans Reinhart-Ring ausgezeichnet. 1961 erhielt sie den Kunst- und Kulturpreis der Stadt Luzern.
1984 trat sie bei den Gandersheimer Domfestspielen in Bad Gandersheim auf, bei welchen sie den Roswitha-Ring erhielt.
Ihr Sohn ist der Schauspieler Christian Kohlund, ihre Tochter war die Schauspielerin und Regisseurin Franziska Kohlund.

## Filmografie

### Kinofilme
- 1941: Romeo und Julia auf dem Dorfe
- 1943: Das Leben beginnt (Matura-Reise)
- 1944: Marie-Louise
- 1957: Konditorei Zürrer (Bäckerei Zürrer)
- 1958: Es geschah am hellichten Tag
- 1958: Die Käserei in der Vehfreude
- 1959: Café Odeon
- 1960: Anne Bäbi Jowäger – I. Teil: Wie Jakobli zu einer Frau kommt
- 1961: Anne Bäbi Jowäger – II. Teil: Jakobli und Meyeli
- 1962: Der Sittlichkeitsverbrecher
- 1964: Menschen der Berge (Geld und Geist)
- 1970: Dällebach Kari
- 1976: Riedland
- 1978: Stilleben

### Fernsehen
- 1962: Fuhrmann Henschel
- 1970: Die Bestattung des Oskar Lieberherr
- 1972: Gute Abig, Signor Steiger
- 1973: In Sachen Fischer
- 1973: Ein Fall für Männdli: Eine Million in kleinen Scheinen
- 1974: Engadiner Bilderbogen
- 1974: Selbstbildnis Béatrice S.
- 1983: E Inspäkter chunnt